# La Polvareda, Veracruz
La Polvareda är en ort i Mexiko.   Den ligger i kommunen Manlio Fabio Altamirano och delstaten Veracruz, i den sydöstra delen av landet, 290 km öster om huvudstaden Mexico City. La Polvareda ligger 37 meter över havet och antalet invånare är 112.
Terrängen runt La Polvareda är platt. Runt La Polvareda är det ganska tätbefolkat, med 104 invånare per kvadratkilometer. Närmaste större samhälle är Las Amapolas, 17,5 km öster om La Polvareda. Omgivningarna runt La Polvareda är en mosaik av jordbruksmark och naturlig växtlighet.